# Paludi presso il Golfo di Manfredonia
Paludi presso il Golfo di Manfredonia este o arie protejată (arie de protecție specială avifaunistică — SPA) din Italia întinsă pe o suprafață de 14.437 ha, integral pe uscat.

## Localizare
Centrul sitului Paludi presso il Golfo di Manfredonia este situat la coordonatele 41°25′12″N 15°58′40″E / 41.419981°N 15.977848°E.

## Înființare
Situl Paludi presso il Golfo di Manfredonia a fost declarat arie de protecție specială avifaunistică în octombrie 2006 pentru a proteja 70 de specii de animale.

## Biodiversitate
Situată în ecoregiunea mediteraneană, aria protejată conține 4 habitate naturale: Salicornia și alte specii anuale care populează regiunile mlăștinoase și nisipoase, Lagune de coastă, Tufărișuri halofile mediteraneene și termo-atlantice (Sarcocornetea fruticosi), Pășuni mediteraneene udate de apa mării (Juncetalia maritimi).
La baza desemnării sitului se află mai multe specii protejate:
- păsări (63): lăcar mare (Acrocephalus arundinaceus), privighetoare-de-baltă (Acrocephalus melanopogon), pitulice de apă (Acrocephalus paludicola), pescăruș albastru (Alcedo atthis), rață pitică (Anas crecca), Anser albifrons flavirostris, gâscă de semănătură (Anser fabalis), egretă mare (Ardea alba), stârc roșu (Ardea purpurea), stârc galben (Ardeola ralloides), ciuf de câmp (Asio flammeus), rață-cu-cap-castaniu (Aythya ferina), rața moțată (Aythya fuligula), Aythya marila, rață roșie (Aythya nyroca), buhai de baltă (Botaurus stellaris), pasărea ogorului (Burhinus oedicnemus), bătăuș (Calidris pugnax), prundăraș de sărătură (Charadrius alexandrinus), chirichița cu obraz alb (Chlidonias hybrida), chirighiță neagră (Chlidonias niger), barză albă (Ciconia ciconia), barză neagră (Ciconia nigra), erete de stuf (Circus aeruginosus), erete vânăt (Circus cyaneus), erete alb (Circus macrourus), erete cenușiu (Circus pygargus), egretă mică (Egretta garzetta), Falco biarmicus, șoim de iarnă (Falco columbarius), șoim călător (Falco peregrinus), pescăriță râzătoare (Gelochelidon nilotica), ciovlica roșcată (Glareola pratincola), cocor (Grus grus), scoicar (Haematopus ostralegus), piciorong (Himantopus himantopus), stârc pitic (Ixobrychus minutus), Larus audouinii, pescăruș-cu-cap-negru (Larus melanocephalus), sitar de mal nordic (Limosa lapponica), sitar de mâl (Limosa limosa), ciocârlie de bărăgan (Melanocorypha calandra), cormoran mic (Microcarbo pygmaeus), rață cu ciuf (Netta rufina), Numenius phaeopus, culic cu cioc subțire (Numenius tenuirostris), stârc de noapte (Nycticorax nycticorax), Oxyura leucocephala, vultur pescar (Pandion haliaetus), Phoenicopterus ruber, lopătar (Platalea leucorodia), țigănuș (Plegadis falcinellus), ploier argintiu (Pluvialis squatarola), cristei de baltă (Rallus aquaticus), ciocântors (Recurvirostra avosetta), Spatula clypeata, rață cârâitoare (Spatula querquedula), chiră de baltă (Sterna hirundo), chiră mică (Sternula albifrons), călifar roșu (Tadorna ferruginea), călifar alb (Tadorna tadorna), spârcaci (Tetrax tetrax), nagâț (Vanellus vanellus)
- amfibieni (2): Bombina pachypus, Triturus carnifex
- pești (2): Alburnus albidus, Aphanius fasciatus
- reptile (3): Caretta caretta, șarpele cu patru dungi (Elaphe quatuorlineata), țestoasa de baltă (Emys orbicularis)

Pe lângă speciile protejate, pe teritoriul sitului au mai fost identificate 3 specii de plante, 1 specie de păsări, 4 specii de amfibieni, 3 specii de nevertebrate, 1 specie de pești, 2 specii de reptile.